# Parafia św. Katarzyny Aleksandryjskiej w Koluszkach
Parafia pw. św. Katarzyny Aleksandryjskiej w Koluszkach - parafia rzymskokatolicka znajdująca się w archidiecezji łódzkiej w dekanacie koluszkowskim. Mieści się przy ulicy Mickiewicza.